# L'amour dure trois ans (romance)
L'amour dure trois ans (em português: O Amor Dura Três Anos)[carece de fontes?] é um romance de 1997 do escritor francês Frédéric Beigbeder. O livro serviu de inspiração para o filme homônimo de 2011, escrito e dirigido por Beigbeder e estrelado por Gaspard Proust.
A tradução para o inglês recebeu o Prêmio Scott Moncrieff de 2008.

## Sinopse
O antigo dândi Marc Marronnier se divorcia de Anne após três anos de casamento. Ele se apaixona por Alice e tenta convencê-la a deixar o marido.